# El Paso Mountains Wilderness
Pour les articles homonymes, voir El Paso.
El Paso Mountains Wilderness est une zone de nature sauvage protégée créée en 1994 et couvrant une surface de 96 km². Tout le Wilderness se trouve dans le nord du désert des Mojaves, dans l'est du comté de Kern, en Californie. L'ensemble est géré par le Bureau of Land Management.

## Géographie
Le désert contient de nombreuses buttes rocheuses de couleur rougeâtre et des mesas volcaniques sombres soulevés par des canyons étroits. Le point culminant et l'élément central de cette nature sauvage est Black Mountain, un volcan éteint de 1 598 mètres. Autour de la montagne, on retrouve une topographie de badlands.

## Faune et flore
L'attribut le plus spectaculaire de cette zone est l'abondance de sites culturels. La partie sud du désert est incluse dans le district archéologique de Last Chance et est inscrite au registre national des lieux historiques. La faune comprend des rapaces, l'écureuil terrestre de Mohave et la tortue du désert. La végétation consiste principalement en une communauté de broussailles de créosote avec des arbres de Joshua du côté ouest de la montagne.